# とびだせ!青春 (曲)
「とびだせ!青春」（とびだせ せいしゅん）は、日本の女性ボーカル&ダンスユニットPinkishの5作目となるシングル。

## 解説
- タイトル曲では、アップテンポな8ビートのリズムに、"夢"や"未来"など[1]前向きな言葉を散りばめたPinkish作詞の歌が乗る。
- カップリング曲「おかしなじかん」もPinkish作詞であり、体重を気にしながらもティータイムのお菓子に夢中になる様子が歌われている。Pinkishのふる里埼玉県の伝統的和菓子いがまんじゅう、五家宝、草加煎餅なども歌詞に出てくる[1]。
- CDの帯に書かれたキャッチコピーは、"青い空、白い雲、いつだって青春がキミを呼んでいる!"[2]
- 童謡作曲家、下總皖一の出身地にちなみ、童謡をまちづくりのコンセプトのひとつとする埼玉県加須市出身で、現代風にリメイクした童謡を歌う2002年結成のアイドル・ユニット、Pinkishの通算5枚目となるシングル。タイトル曲は、Pinkishがすべての人に贈る応援ソング。 (C)RS

## 収録曲
1. とびだせ!青春
  - 作詞：安藤貴子、Pinkish / 作曲・編曲：小西貴雄
2. おかしなじかん
  - 作詞：安藤貴子、Pinkish / 作曲・編曲：小西貴雄
3. とびだせ!青春（Instrumental）
4. おかしなじかん (Instrumental)

## クレジット
- Sound Producer : Takao Konishi
- Musician : Yasuo Asai (Guitar), Yasuharu Nakamura (Steel Guitar), Ataru Sumiyoshi (Bass)
- Mixing & Recording Engineer: Go Katsuura
- Mastering Engineer : Go Katsuura
- Director : Go Katsuura
- Assistant Director : Takako Ando (ZERO-9), Yoko Yamada (ZERO-9)
- Sales Promotion : Rika Saito (moontracks)
- Artist Management : Shigeru Kawata (ZERO-9)
- Art Direction & Design : Junichi Nakayama
- Photographer : Pinkish, Takako Ando
- Hair & Make-up : Pinkish, Takako Ando
- Styling : Pinkish, Takako Ando
- Executive Producer : Shigeki Ishikawa (ZERO-9)
- Special Thanks : 埼玉県庁, 埼玉県警察本部, 加須市役所, 加須市商工会, 加須市商工会青年部, 埼玉県商工会青年部連合会, 中西圭三, ЯIRE, 小菅洋一 (イオンモール羽生), 小倉電子企業社 (台湾), Team ZERO-9, Pinkishi's Family, and いつも応援してくれるみんな